# ГСП (стадіон)
Стадіон гімнастичної асоціації «Панкіпрія» (ГСП) (грец. Στάδιο Γυμναστικός Σύλλογος "Τα Παγκύπρια") — футбольний стадіон у Строволосі, район Нікосія, Кіпр. Незважаючи на невеликі розміри за міжнародними стандартами, це найбільший стадіон на Кіпрі, розрахований на 22 859 глядачів, побудований в 1999 році. Він служить домашнім стадіоном для нікосійських клубів АПОЕЛ, «Олімпіакос» і «Омонія». Національна збірна Кіпру з футболу також раніше проводила на ньому домашні ігри. Не слід плутати зі старим стадіоном ГСП в центрі Нікосії місткістю 12 000.

## Історія
Перший камінь нового стадіону ГСП був закладений в 1998 році за проєктом MDA Ltd (Кіпр), будівництво Group APC Plc. А вже 6 жовтня 1999 року його відкрили президент Глафкос Клірідіс і архієпископ Хризостом I. Першою грою став товариський матч між «Омонією» і АПОЕЛем, який закінчився з рахунком 3:3.
З того часу, стадіон є не тільки домашньою ареною для команд Нікосії, але і для національної збірної з футболу. Під час відбіркового раунду до чемпіонату світу 2006 року він використовувався як домашня арена для всіх матчів збірної. ГСП єдиний стадіон на Кіпрі, який відповідає критеріям УЄФА. З цієї причини з 2004 року він використовується як домашній для всіх команд Кіпру в єврокубках. Щорічно на стадіоні проводиться Суперкубок Кіпру з футболу. Також до 2005 року на ньому щорічно проводився фінал Кубка Кіпру.

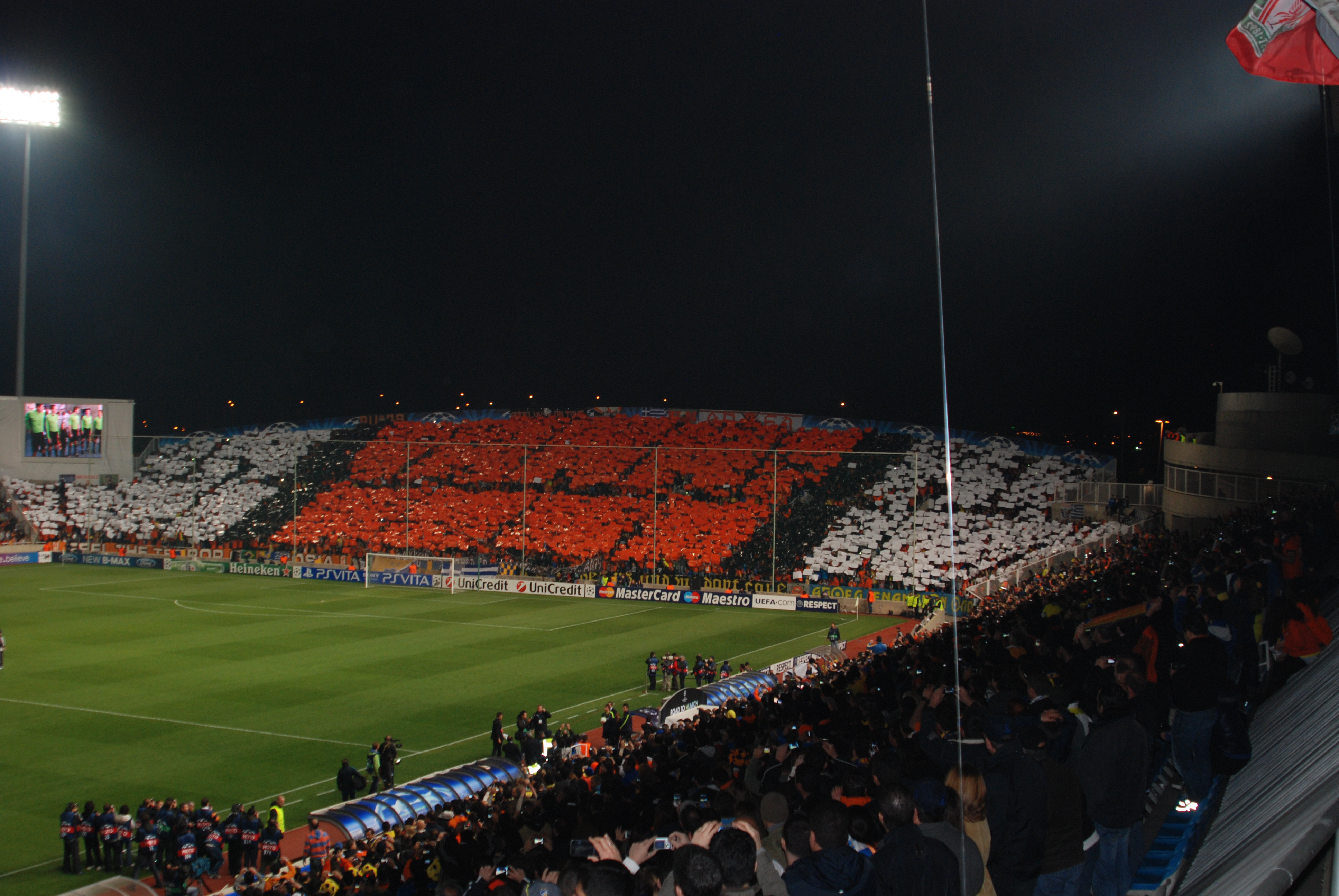
ГСП ввечері

Через напружену ситуацію на Близькому Сході, у 2002 році стадіон став домашньою ареною для ізраїльських клубів у турнірах Кубка УЄФА і Ліги чемпіонів. У тому числі тут відбувся чвертьфінальний матч Кубка УЄФА 2001/02 між «Хапоелем» Тель-Авів і «Міланом». Також його використав «Маккабі» Хайфа для матчів групового турніру Ліги чемпіонів, кваліфікаційного раунду і матчів Кубка УЄФА. Деякі матчі були дуже привабливі для кіпріотів, такі як «Маккабі» Хайфа — «Олімпіакос» Пірей і «Маккабі» Хайфа — «Манчестер Юнайтед», оскільки ці два клуби, суперники «Маккабі», дуже популярні на Кіпрі. Тут же проводив домашні матчі «Анортосіс» в кваліфікаційному раунді Ліги Чемпіонів 2008/09. У матчі проти «Вердера» стадіон зібрав 22 658 осіб. У 2009 році АПОЕЛ провів на ГСП шість матчів в рамках Ліги чемпіонів, суперниками стали «ЕБ/Стреймур», «Партизан», «Копенгаген», «Челсі», «Порту» та «Атлетіко».
20 лютого 2014 року «Динамо» (Київ) на цьому стадіоні проводило домашній матч плей-оф Ліги Європи проти «Валенсії» через гарячу фазу протестів в центрі Києва.

## Опис
Комплекс складається з трьох арен: футбольний стадіон, легкоатлетичний стадіон і допоміжне футбольне поле для тренувань. Стадіон належить Гімнастичній асоціації «Панкіпрія». З офіційною місткістю 23700 місць ГСП є найбільшим футбольним майданчиком на Кіпрі. Розташований на в'їзді в Нікосію з шосе A1.
Разом з готелями стадіон становить повноцінний навчальний центр світового класу. Під час Олімпійських ігор в Афінах 2004 року багато спортсменів різних країн використовували стадіон для тренувань.
Рекорд відвідуваності для футбольного стадіону — матч чемпіонату Кіпру між АПОЕЛем і «Омонією» 7 грудня 2002, що зібрав 23 043 людину.

## Склад комплексу
Спортивний центр включає в себе:

### Футбольний стадіон

#### Характеристики поля
| Трибуна  | Місткість | Вхідних воріт |
| -------- | --------- | ------------- |
| Західна  | 7.818     | 6             |
| Східна   | 4.939     | 4             |
| Північна | 4.749     | 4             |
| Південна | 4.953     | 4             |
| ВІП      | 400       | 1             |
| Всього   | 22.859    | 19            |

- Розміри = 105 м х 68м
- Освітлення = 1400 люкс
- VIP місць = 31
- Місць для преси = 200
- Парковка = 2000 автомобілів
- Кількість заходів за рік = 100—110

#### Додаткові приміщення
- Футбольне поле
- Атлетичний зал
- Спортивні роздягальні (повне оснащення)
- Кімната допінг-контролю
- Суддівські роздягальні
- Кімната для делегата
- Критий майданчик для розминки
- Конференц-зали
- Ресторан
- Кав'ярня
- Складські приміщення
- Пресцентр
- Кімната першої допомоги (повністю обладнаний) — медичний центр
- Фізіотерапевтичний кабінет
- VIP приміщення
- Спеціальні місця для інвалідів
- Кондиціонери
- Центральне опалення
- Пожежна сигналізація
- Телекомунікаційні послуги
- Інтернет — Wi-Fi доступ в Інтернет
- Кабельне телебачення

### Легкоатлетичний стадіон

#### Характеристики стадіону
- Місткість = 5200 місць
- ІААФ сертифікат = клас А
- Освітлення = 800 люкс

#### Додаткові приміщення
- Тренажерний зал
- Критий розминочний зал
- Встановлення фотофінішу
- Роздягальні (повністю обладнаний)
- Кімнати допінг-контролю
- Фізіотерапевтичний кабінет
- Закусочні / їдальні / ресторан
- Складські приміщення
- Кімната першої допомоги (повністю обладнана)
- Пресцентр
- Телекомунікаційні послуги
- Спеціальні місця для інвалідів
- Кондиціонери
- Центральне опалення
- Кабельне телебачення

### ГСП Готель
- 34 двомісних номери (для спортсменів)
- 4 двомісних номери (для тренерів)
- 2 одномісних номери (для інвалідів)
- 2 двомісних номери (для інвалідів)
- Конференц-зали
- Кімнати зустрічей
- Ігрова кімната
- ТВ-зал
- Ресторан
- Кав'ярня
- Тренувальний майданчик
- Гімнастичний зал
- Роздягальні
- Масажні кабінети
- Терапевтичні басейни
- Кімната допінг-контролю
- Медичний центр
- Кондиціонери
- Центральне опалення
- Wi-Fi доступ в Інтернет
- Телефон — в кожній кімнаті
- Телевізор — в кожній кімнаті
- Парковка

### Сквер
Між футбольним і легкоатлетичним стадіонами розташований критий сквер, велика площа якого дозволяє проводити заходи різного масштабу. Приміщення легко можна оформити в потрібному стилі або розділити на частини. Завдяки цьому тут проводять різні заходи: хрестини, весілля, концерти, виставки, ярмарки й базари.

## Галерея

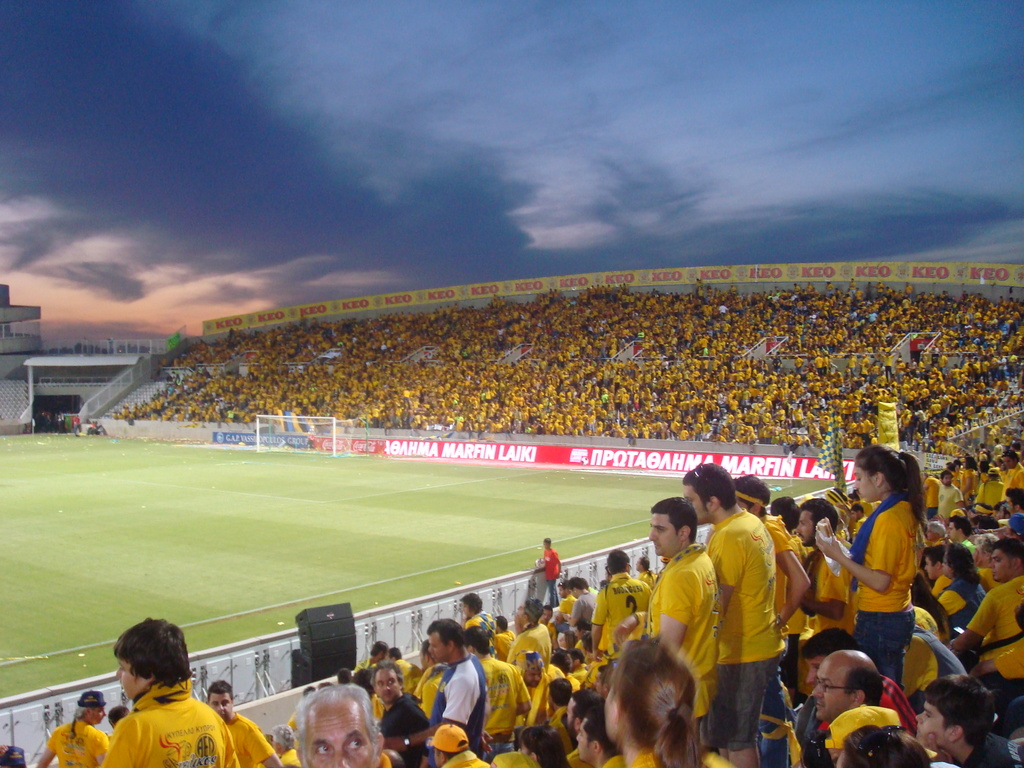
Північна трибуна
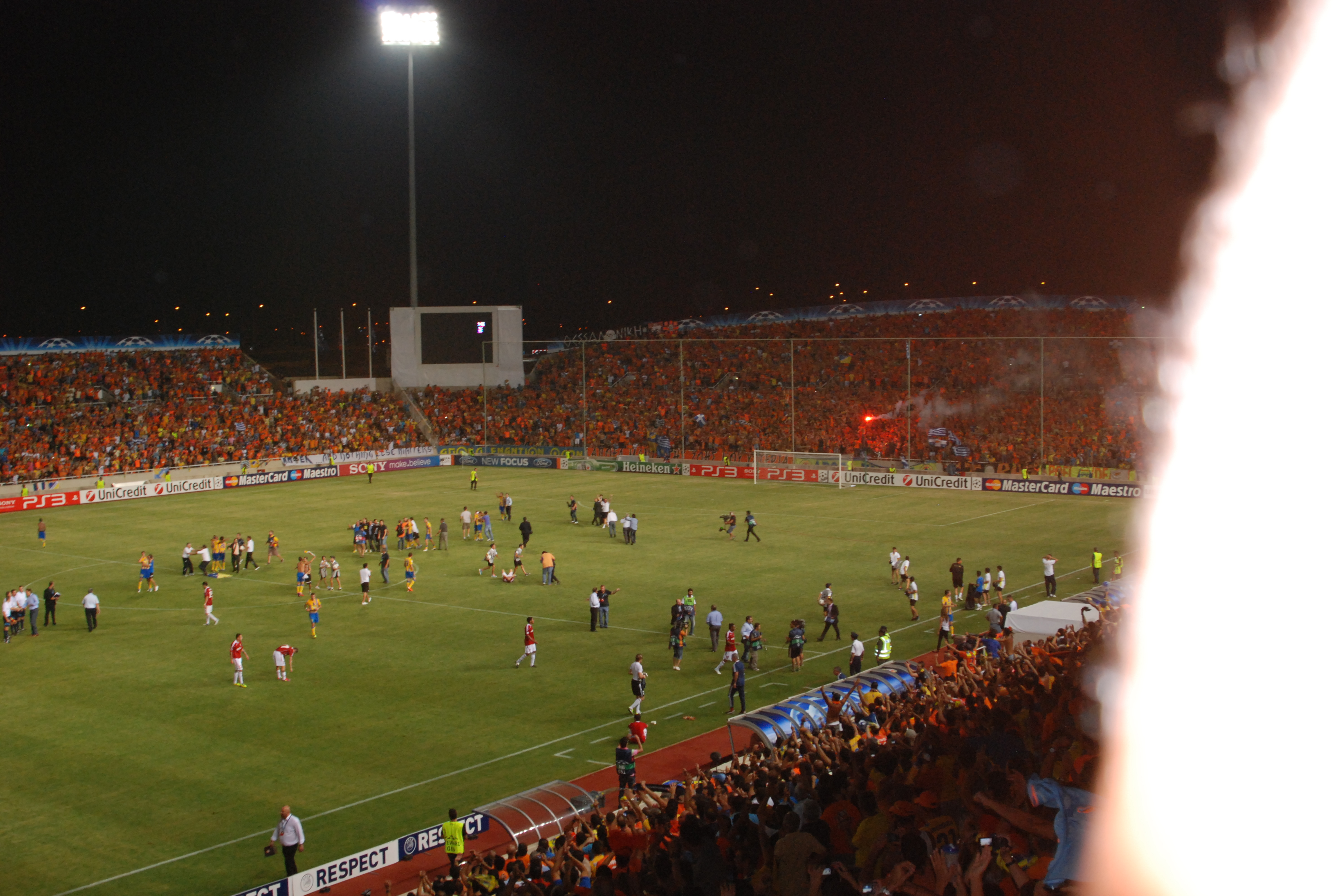
Південна трибуна
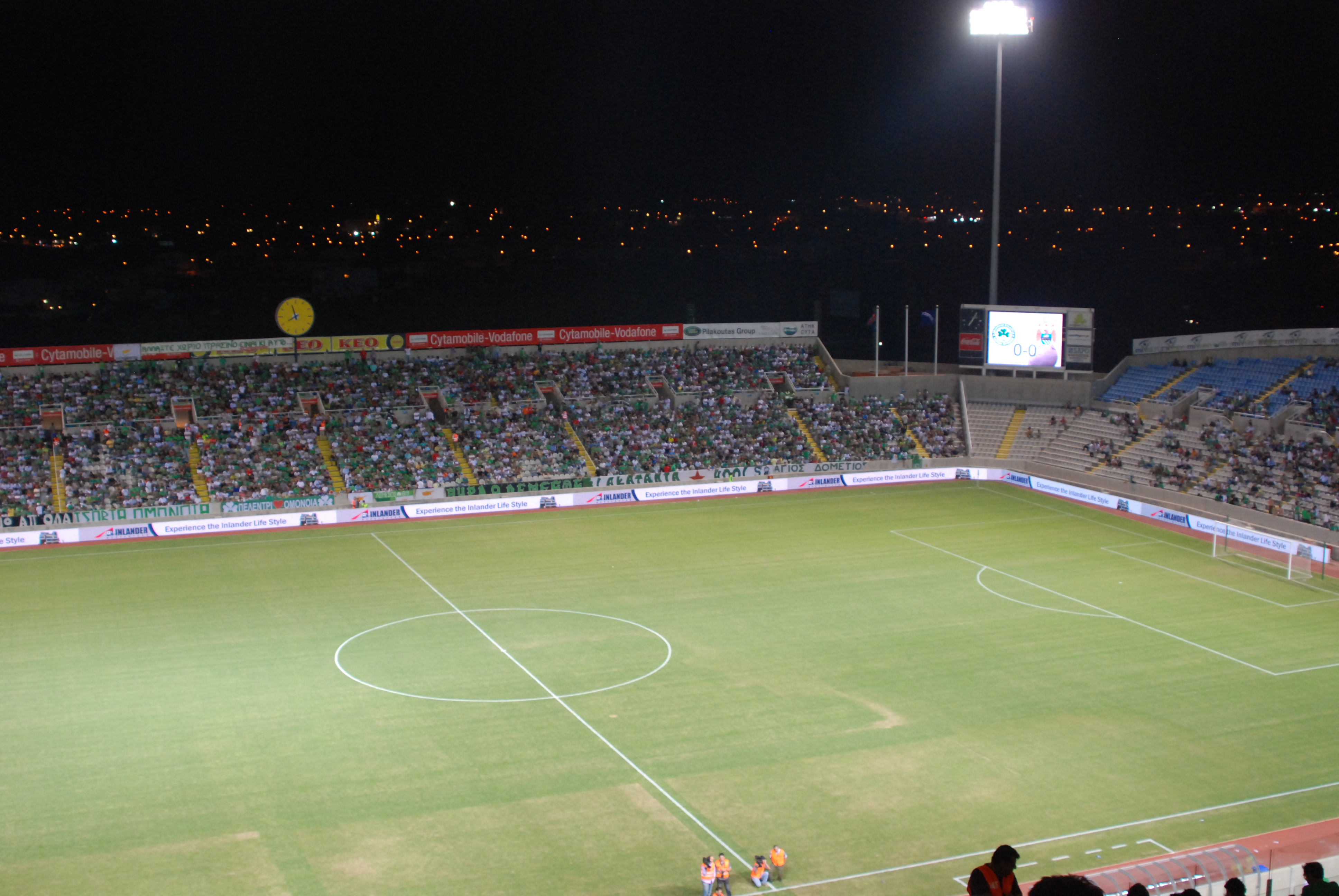
Східна трибуна